# Алоа (град)
Вижте пояснителната страница за други значения на Алоа.
А̀лоа (на английски: Alloa, изговаря се ['aloʊə], А̀лоуа на гаелски Allmhagh Mòr) е град в централна Шотландия.

## География
Градът е в област Клакмананшър. Разположен е на северния бряг на залива Фърт ъф Форд и делтата на река Форд. Алоа е главен административен център на област Клакмананшър. На 11 km до Алоа е град Стърлинг, административен център на съседната област Стърлинг. Население 26 350 жители от преброяването през 2004 г.

## История
Названието на града произлиза от гаелските думи ath-luath, които в превод означават „Бистри води“ или „Течаща вода“. Градът за първи път се споменава в документи на шотландския крал Робърт III през 1398 г.

## Икономика
През 1750 г. лейди Франсис Ърскин основава стъкларски завод, който през 1908 г. става първия завод във Великобритания с пълно автоматизирано производство. В началото на 20 век развитието на икономиката в града започва да спада. През 1950 г. прекратява своята работа градското пристанище. През 1960 г. се закрива и жп гарата. В началото на 21 век основни отрасли на икономиката на Алоа са стъкларството (производство на бутилки), текстилната промишленост, производството на бира и уиски.

## Спорт
Футболният отбор на града се казва „ФК Алоа Атлетик“. Редовен участник е в Шотландската Втора дивизия. Играе своите мачове на стадион „Рикриейшън Парк“.

## Архитектурни забележителности
- Кулата в Алоа, намираща се в замъка на фамилията Ърскин.

## Личности, родени в Алоа
- Дейвид Алън (1744 – 1796), шотландски художник
- Боб Джак (1876 – 1943), шотландски футболист и футболен треньор
- Джон Сушей (р. 1944), британски телевизионен водещ
- Алън Дейвид Хансен (р. 1955), шотландски футболист и тв водещ, дългогодишен играч на „Ливърпул“ (434 мача)